# Karl Giskra
Karl Giskra, Carl Giskra (ur. 29 stycznia 1820 w Mährisch Trübau, zm. 1 czerwca 1879 w Baden) – austriacki polityk liberalny i prawnik, minister spraw wewnętrznych Austrii (1867–1870).

## Życiorys
Pochodził z ubogiej rodziny mistrza garbarskiego. W 1837 roku ukończył szkołę średnią w Brnie. Następnie na Uniwersytecie Wiedeńskim ukończył studia doktorskie z filozofii i prawa.
W 1848 roku został wybrany na deputowanego Zgromadzenia Narodowego Związku Niemieckiego we Frankfurcie nad Menem. W 1859 roku został przyjęty do palestry. Od 1860 roku prowadził działalność w Brnie. Zasiadał w sejmie krajowym Margrabstwa Moraw i austriackiej Radzie Państwa (w 1867 roku był przewodniczącym jej Izby Reprezentantów). Był także burmistrzem Brna. W latach 1867–1870 był ministrem spraw wewnętrznych Austrii. Dokonał reformy polegającej na rozdziale administracji i wymiaru sprawiedliwości. Był współtwórcą kontytytucji grudniowej (1867). Za jego rządów miała miejsce regulacja Dunaju i reformy prawa oświatowego i małżeńskiego. 